# Brent Kutzle
Brent Michael Kutzle, född 13 september 1985 i Fountain Valley, Kalifornien, är en amerikansk basist i poprockbandet OneRepublic.